# Gare de Szerecseny
La gare de Szerecseny (en hongrois : Szerecseny vasútállomás) est une halte ferroviaire hongroise, située à Szerecseny.